# 王路 (1972年)
王路 (1972年10月—)，江苏南京人，中国共产党党员。中国社会科学院研究生学历，法学博士。曾任吉林市市长，后因应对2022年3月吉林省2019冠状病毒病聚集性疫情不力被免职。 

## 生平
王路曾任共青团中央少年部部长、全国少工委常务副主任，后外放吉林，任中共长春市委常委、常务副市长等职。2021年1月，任中共吉林市委副书记、市长。